# Droits de l'homme en Guinée
 (avril 2023).
La mise en forme du texte ne suit pas les recommandations de Wikipédia : il faut le « wikifier ».
Les points d'amélioration suivants sont les cas les plus fréquents :
- Les titres sont pré-formatés par le logiciel. Ils ne sont ni en capitales, ni en gras.
- Le texte ne doit pas être écrit en capitales (les noms de famille non plus), ni en gras, ni en italique, ni en « petit »…
- Le gras n'est utilisé que pour surligner le titre de l'article dans l'introduction, une seule fois.
- L'italique est rarement utilisé : mots en langue étrangère, titres d'œuvres, noms de bateaux, etc.
- Les citations ne sont pas en italique mais en corps de texte normal. Elles sont entourées par des guillemets français : « et ».
- Les listes à puces sont à éviter, des paragraphes rédigés étant largement préférés. Les tableaux sont à réserver à la présentation de données structurées (résultats, etc.).
- Les appels de note de bas de page (petits chiffres en exposant, introduits par l'outil «  Source ») sont à placer entre la fin de phrase et le point final[comme ça].
- Les liens internes (vers d'autres articles de Wikipédia) sont à choisir avec parcimonie. Créez des liens vers des articles approfondissant le sujet. Les termes génériques sans rapport avec le sujet sont à éviter, ainsi que les répétitions de liens vers un même terme.
- Les liens externes sont à placer uniquement dans une section « Liens externes », à la fin de l'article. Ces liens sont à choisir avec parcimonie suivant les règles définies. Si un lien sert de source à l'article, son insertion dans le texte est à faire par les notes de bas de page.
- La présentation des références doit suivre les conventions bibliographiques. Il est recommandé d'utiliser les modèles {{Ouvrage}}, {{Chapitre}}, {{Article}}, {{Lien web}} et/ou {{Bibliographie}}. Le mode d'édition visuel peut mettre en forme automatiquement les références.
- Insérer une infobox (cadre d'informations à droite) n'est pas obligatoire pour parachever la mise en page.

Pour une aide détaillée, merci de consulter Aide:Wikification.
Si vous pensez que ces points ont été résolus, vous pouvez retirer ce bandeau et améliorer la mise en forme d'un autre article.
Les Droits de l'homme en Guinée, une nation d'environ 10 069 000 personnes en Afrique de l'Ouest, sont une question controversée. Dans son rapport Freedom in the World de 2012, Freedom House a qualifié la Guinée de "partiellement libre" pour la deuxième année consécutive, une amélioration par rapport à son ancien statut de l'un des pays les moins libres d'Afrique.
Le Bureau de la démocratie, des droits de l'homme et du travail des États-Unis, qui produit des rapports annuels sur les droits de l'homme dans le pays, affirme que les problèmes les plus urgents en matière de droits de l'homme sont l'utilisation de la torture par les forces de sécurité et la maltraitance des femmes et des enfants par le biais d'actes tels que la violence génitale féminine. mutilation .

## Situation historique et politique
La Guinée a obtenu son indépendance de la France en 1958. Alpha Condé a remporté l' élection présidentielle de 2010 et est devenu en décembre 2010 le premier président démocratiquement élu du pays. Le graphique suivant montre les notes de la Guinée depuis 1972 dans les rapports Freedom in the World, publiés chaque année par Freedom House . Une note de 1 est "gratuite" ; 7, "pas gratuit".
| \| Année \| Droits civiques \| liberté publique \| Status \| Liste des président de la Guinée [2 1] \| \| 1972 \| 7 \| 7 \| Pas libre \| Ahmed Sékou Touré \| \| 1973 \| 7 \| 7 \| Pas libre \| Ahmed Sékou Touré \| \| 1974 \| 7 \| 7 \| Pas libre \| Ahmed Sékou Touré \| \| 1975 \| 7 \| 7 \| Pas libre \| Ahmed Sékou Touré \| \| 1976 \| 7 \| 7 \| Pas libre \| Ahmed Sékou Touré \| \| 1977 \| 7 \| 7 \| Pas libre \| Ahmed Sékou Touré \| \| 1978 \| 7 \| 7 \| Pas libre \| Ahmed Sékou Touré \| \| 1979 \| 7 \| 7 \| Pas libre \| Ahmed Sékou Touré \| \| 1980 \| 7 \| 7 \| Pas libre \| Ahmed Sékou Touré \| \| 1981 \| 7 \| 7 \| Pas libre \| Ahmed Sékou Touré \| \| 1982[3 1] \| 7 \| 7 \| Pas libre \| Ahmed Sékou Touré \| \| 1983 \| 7 \| 7 \| Pas libre \| Ahmed Sékou Touré \| \| 1984 \| 7 \| 5 \| Pas libre \| Ahmed Sékou Touré \| \| 1985 \| 7 \| 5 \| Pas libre \| Lansana Conté \| \| 1986 \| 7 \| 5 \| Pas libre \| Lansana Conté \| \| 1987 \| 7 \| 6 \| Pas libre \| Lansana Conté \| \| 1988 \| 7 \| 6 \| Pas libre \| Lansana Conté \| \| 1989 \| 7 \| 6 \| Pas libre \| Lansana Conté \| \| 1990 \| 6 \| 5 \| Pas libre \| Lansana Conté \| \| 1991 \| 6 \| 5 \| Pas libre \| Lansana Conté \| \| 1992 \| 6 \| 5 \| Partiellement Libre \| Lansana Conté \| \| 1993 \| 6 \| 5 \| Pas libre \| Lansana Conté \| \| 1994 \| 6 \| 5 \| Pas libre \| Lansana Conté \| \| 1995 \| 6 \| 5 \| Pas libre \| Lansana Conté \| \| 1996 \| 6 \| 5 \| Pas libre \| Lansana Conté \| \| 1997 \| 6 \| 5 \| Pas libre \| Lansana Conté \| \| 1998 \| 6 \| 5 \| Pas libre \| Lansana Conté \| \| 1999 \| 6 \| 5 \| Pas libre \| Lansana Conté \| \| 2000 \| 6 \| 5 \| Pas libre \| Lansana Conté \| \| 2001 \| 6 \| 5 \| Pas libre \| Lansana Conté \| \| 2002 \| 6 \| 5 \| Pas libre \| Lansana Conté \| \| 2003 \| 6 \| 5 \| Pas libre \| Lansana Conté \| \| 2004 \| 6 \| 5 \| Pas libre \| Lansana Conté \| \| 2005 \| 6 \| 5 \| Pas libre \| Lansana Conté \| \| 2006 \| 6 \| 5 \| Pas libre \| Lansana Conté \| \| 2007 \| 6 \| 5 \| Pas libre \| Lansana Conté \| \| 2008 \| 7 \| 5 \| Pas libre \| Lansana Conté \| \| 2009 \| 7 \| 6 \| Pas libre \| Moussa Dadis Camara \| \| 2010 \| 5 \| 5 \| Partiellement Libre \| Sékouba Konaté \| \| 2011 \| 5 \| 5 \| Partiellement Libre \| Alpha Condé \| |                 |                  |                     |                                  |
| Année | Droits civiques | liberté publique | Status              | Liste des président de la Guinée |
| 1972 | 7               | 7                | Pas libre           | Ahmed Sékou Touré                |
| 1973 | 7               | 7                | Pas libre           | Ahmed Sékou Touré                |
| 1974 | 7               | 7                | Pas libre           | Ahmed Sékou Touré                |
| 1975 | 7               | 7                | Pas libre           | Ahmed Sékou Touré                |
| 1976 | 7               | 7                | Pas libre           | Ahmed Sékou Touré                |
| 1977 | 7               | 7                | Pas libre           | Ahmed Sékou Touré                |
| 1978 | 7               | 7                | Pas libre           | Ahmed Sékou Touré                |
| 1979 | 7               | 7                | Pas libre           | Ahmed Sékou Touré                |
| 1980 | 7               | 7                | Pas libre           | Ahmed Sékou Touré                |
| 1981 | 7               | 7                | Pas libre           | Ahmed Sékou Touré                |
| 1982 | 7               | 7                | Pas libre           | Ahmed Sékou Touré                |
| 1983 | 7               | 7                | Pas libre           | Ahmed Sékou Touré                |
| 1984 | 7               | 5                | Pas libre           | Ahmed Sékou Touré                |
| 1985 | 7               | 5                | Pas libre           | Lansana Conté                    |
| 1986 | 7               | 5                | Pas libre           | Lansana Conté                    |
| 1987 | 7               | 6                | Pas libre           | Lansana Conté                    |
| 1988 | 7               | 6                | Pas libre           | Lansana Conté                    |
| 1989 | 7               | 6                | Pas libre           | Lansana Conté                    |
| 1990 | 6               | 5                | Pas libre           | Lansana Conté                    |
| 1991 | 6               | 5                | Pas libre           | Lansana Conté                    |
| 1992 | 6               | 5                | Partiellement Libre | Lansana Conté                    |
| 1993 | 6               | 5                | Pas libre           | Lansana Conté                    |
| 1994 | 6               | 5                | Pas libre           | Lansana Conté                    |
| 1995 | 6               | 5                | Pas libre           | Lansana Conté                    |
| 1996 | 6               | 5                | Pas libre           | Lansana Conté                    |
| 1997 | 6               | 5                | Pas libre           | Lansana Conté                    |
| 1998 | 6               | 5                | Pas libre           | Lansana Conté                    |
| 1999 | 6               | 5                | Pas libre           | Lansana Conté                    |
| 2000 | 6               | 5                | Pas libre           | Lansana Conté                    |
| 2001 | 6               | 5                | Pas libre           | Lansana Conté                    |
| 2002 | 6               | 5                | Pas libre           | Lansana Conté                    |
| 2003 | 6               | 5                | Pas libre           | Lansana Conté                    |
| 2004 | 6               | 5                | Pas libre           | Lansana Conté                    |
| 2005 | 6               | 5                | Pas libre           | Lansana Conté                    |
| 2006 | 6               | 5                | Pas libre           | Lansana Conté                    |
| 2007 | 6               | 5                | Pas libre           | Lansana Conté                    |
| 2008 | 7               | 5                | Pas libre           | Lansana Conté                    |
| 2009 | 7               | 6                | Pas libre           | Moussa Dadis Camara              |
| 2010 | 5               | 5                | Partiellement Libre | Sékouba Konaté                   |
| 2011 | 5               | 5                | Partiellement Libre | Alpha Condé                      |

### Régime de Sékou Touré (1954-1984)
Amnesty International affirmait que la Guinée contenait des prisonniers d'opinion dès son rapport de 1969. En 1968, plus d'une centaine de personnes ont été arrêtées et 13 condamnées à la peine de mort pour leur rôle dans un complot présumé contre le gouvernement. Parmi les personnes arrêtées figuraient des ministres et des officiers militaires de haut niveau. Après l' invasion portugaise de la capitale en 1970, le gouvernement a intensifié sa campagne contre l'opposition politique et à la fin de l'année, au moins 85 personnes auraient été condamnées à mort. Des milliers avaient été arrêtés, dont 22 Européens, Allemands, Français et Italiens parmi eux ,,.
En décembre 1970, l'archevêque de Conakry, Raymond-Marie Tchidimbo, est condamné aux travaux forcés pour avoir refusé de lire en chaire des documents gouvernementaux appelant les chrétiens à soutenir le gouvernement contre l'impérialisme étranger. Lui et au moins un millier d'autres prisonniers politiques sont restés détenus en 1977. Un rapport publié en juin 1977 par la Ligue internationale des droits de l'homme estimait le nombre de prisonniers politiques à plus de 3000, alléguant que les prisonniers étaient soumis à la famine, à la torture, au meurtre et à l'exécution arbitraire. La prison la plus notoire était le Camp Boiro, qui comprenait parmi ses prisonniers Diallo Telli .

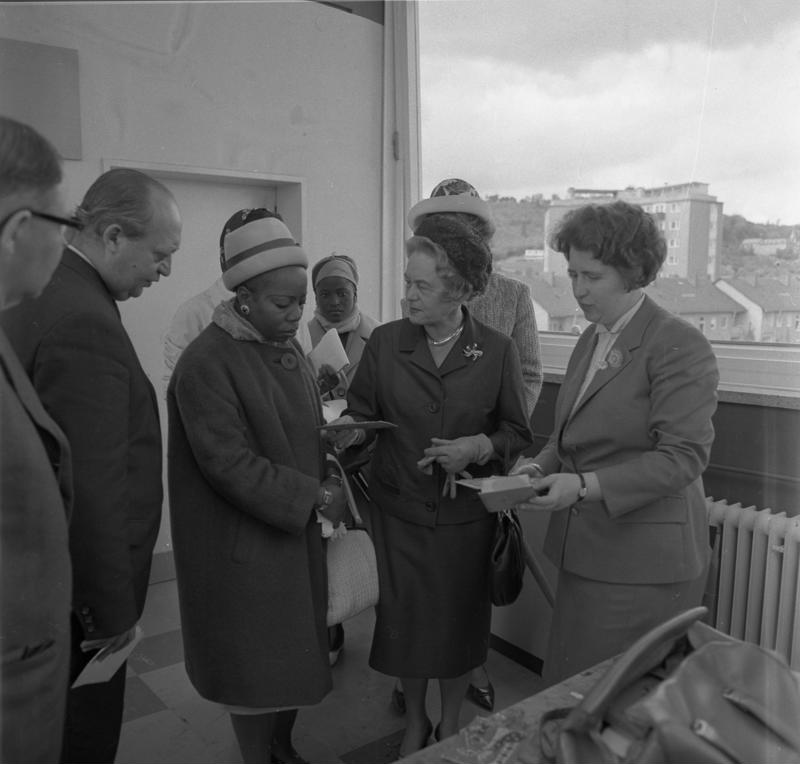
Loffo Camara, un ancien ministre du cabinet qui a été abattu le 25 janvier 1971.

Après de sévères critiques sur sa situation des droits de l'homme et la suspension de l'aide par les États-Unis dans le cadre du Food for Peace Act, le gouvernement a tenté une stratégie de rapprochement avec ses voisins et l'Occident et a prétendu améliorer sa situation intérieure. En août et octobre 1977, cependant, le gouvernement a tiré sur une série de manifestations économiques et tué un nombre indéterminé de femmes. Ils ont alors commencé à rassembler les responsables présumés. En 1978, des rapports estimaient que le nombre de prisonniers politiques était passé à 4 000.
À la fin de 1978, le président Sékou Touré a proclamé aux journalistes que tous les prisonniers condamnés à mort à Boiro étaient désormais morts. Il a poursuivi en expliquant qu'Amnesty International était une "poubelle". En 1979, des rapports affirmaient que moins de 20 des personnes arrêtées à l'origine étaient toujours détenues à Boiro. Cependant, des centaines de personnes arrêtées ne sont jamais réapparues et certaines sources évaluent le nombre de morts à plus de 4 000. Les arrestations se sont toutefois poursuivies.
Une attaque à la grenade en mai 1980 contre le Palais du Peuple et l'explosion d'une bombe en février 1981 à l'aéroport de Conakry ont précipité[incompréhensible] deux autres vagues d'arrestations à motivation politique, avec des centaines d'arrestations et des décès. Les gens ont continué à être tués à Boiro à cause de ce qu'on appelait le « régime noir » - un manque total de nourriture et d'eau,. Le gouvernement guinéen a également conclu des accords avec les gouvernements du Libéria et de la Côte d'Ivoire pour rapatrier de force les expatriés impliqués dans des activités d'opposition. Des informations faisant état d'arrestations et de passages à tabac à leur arrivée ont été divulguées au monde extérieur.
En septembre 1982, Touré tient une conférence de presse proclamant fièrement qu'il n'y a plus de prisonniers politiques détenus dans le pays. Il n'a pas pu expliquer le sort d'environ 2 900 personnes arrêtées depuis 1969 qui sont restées portées disparues. Les rapports sur le nombre de prisonniers à Boiro ont continué à varier de plusieurs centaines à des milliers. Les méthodes de torture qui auraient été utilisées dans la prison comprenaient la servitude, la brûlure forcée avec des cigarettes et des décharges électriques appliquées à la tête et aux organes génitaux . Après la mort de Touré en mars 1984, des changements politiques majeurs se préparent .

### Régime Lansana Conté (1984-2008)
Le 3 avril 1984, l'armée a pris le contrôle du pays, suspendu la constitution, dissous le parti au pouvoir , le Parti démocratique de Guinée, et lancé le Comité militaire de redressement national pour diriger la nation sous Lansana Conté . Dans leur première déclaration publique, les nouveaux dirigeants ont affirmé qu'ils traiteraient les droits de l'homme comme une priorité et ont qualifié de martyrs ceux qui avaient "perdu la vie simplement parce qu'ils voulaient exprimer leur opinion sur l'avenir du pays". Le camp Boiro a été fermé et tous les prisonniers politiques ont été immédiatement libérés. Après la mort d'un suspect en garde à vue en septembre 1984, des manifestations éclatent à Kamsar et 200 personnes sont arrêtées.
Un coup d'État a été annoncé six heures après la mort de Conté le 22 décembre 2008. Le 27 septembre 2009, la veille des manifestations prévues à Conakry, le gouvernement a déclaré les manifestations illégales. Des milliers de manifestants ont défié l'interdiction en se rassemblant dans un stade de football. 157 personnes ont été tuées après l'escalade du niveau de violence utilisé par les forces de sécurité.
Les organisations des droits de l'homme ont demandé justice pour le meurtre de plus de 150 manifestants pacifiques par les forces de sécurité guinéennes le 28 septembre 2009, dans un stade. L'enquête nationale a débuté en février 2010 et s'est terminée en 2017, au cours de laquelle 13 suspects ont été inculpés et 11 renvoyés en jugement. Cependant, certains des suspects ont continué à occuper une position influente. Le procès était prévu pour la dernière fois en juillet, mais aucun progrès n'a été réalisé dans l'affaire. L'Association des victimes, parents et amis du 28 septembre 2009 (AVIPA), Equal Rights for All (MDT), l'Organisation guinéenne des droits de l'homme (OGDH), la Fédération internationale des ligues des droits de l'homme, Amnesty International et Human Rights Watch ont fait le appel de la justice .

## Problèmes actuels (2010-présent)

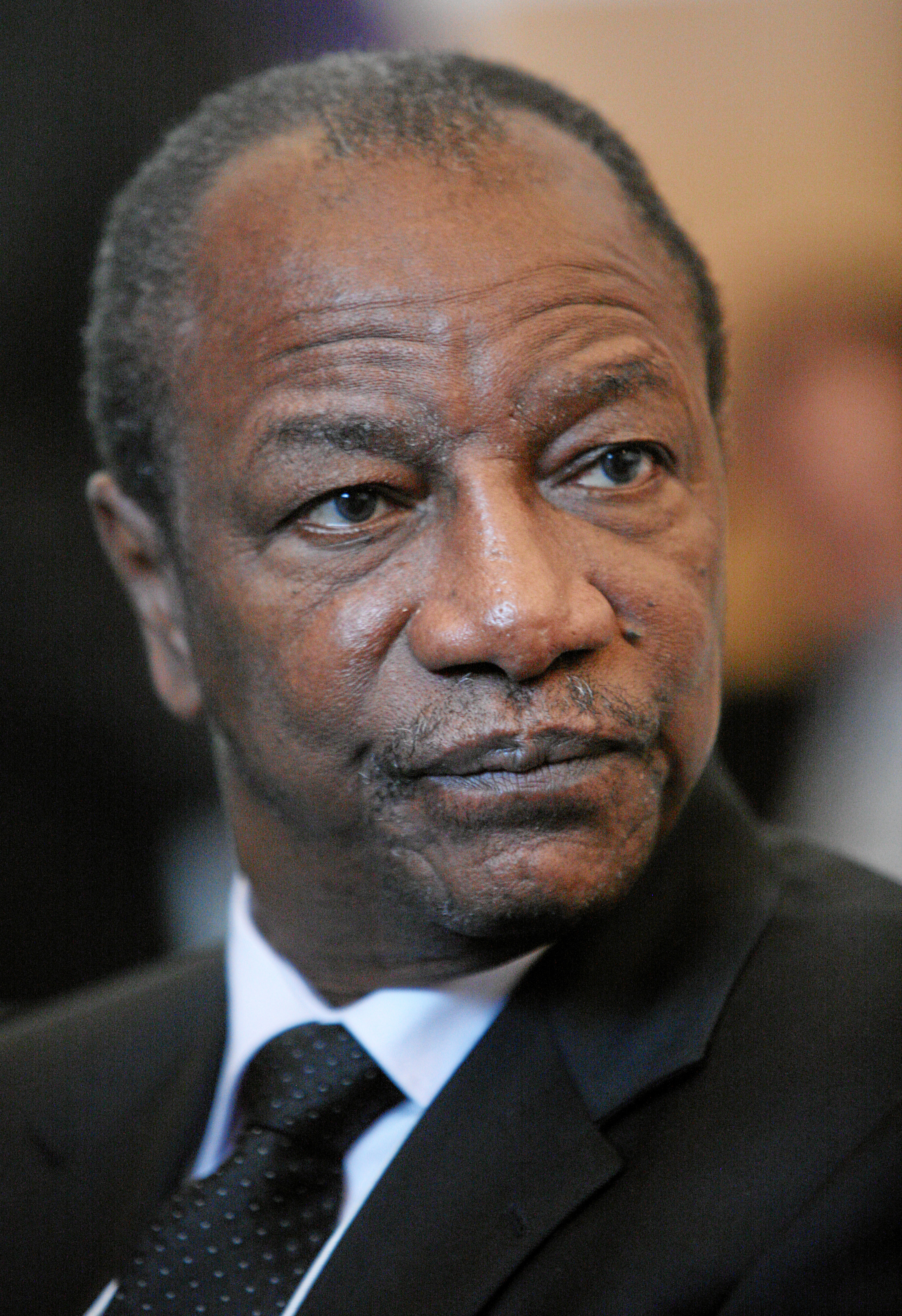
Malgré l'affirmation du président Alpha Condé selon laquelle la peine de mort n'existe pas en Guinée, seize personnes ont été condamnées à cette peine en 2011.

### Système légal
Seize personnes ont été condamnées à mort en 2011, ce qui est apparemment en contradiction avec l'affirmation du président Condé selon laquelle la Guinée est abolitionniste.

#### Arrestation arbitraire et torture
Alors que la constitution interdit l'arrestation et la détention arbitraires, sa pratique est assez courante. Les prisonniers sont battus et violés par la police. Action by Christians for the Abolition of Torture allègue que quatre jeunes accusés de vol ont été torturés par la police en 2011  .Les abus commis à la prison militaire de l'île de Kassa en 2009 auraient inclus la castration .Amnesty a deux rapports sur l'utilisation de la torture en 2011 : en février, un homme de Mamou a été emmené au poste de police local après avoir érigé des barrages routiers et battu alors qu'il était menotté. En avril, un homme a été arrêté à Dixinn et battu dans une gare locale.

### Droits des minorités et des femmes
Bien que 50 personnes aient été arrêtées pour viol en 2011, aucune poursuite n'a été engagée. Une étude de 2003 a révélé que plus de 20 % des femmes d'un hôpital local y étaient pour violences sexuelles. La situation semble rester inchangée et plus de la moitié des victimes de viol sont des filles âgées de 11 à 15 ans. De nombreux viols se produisent à l'école.
Human Rights Watch affirme que des milliers de jeunes filles travaillant comme domestiques sont violées par leurs employeurs. Des dizaines de femmes ont été ouvertement violées par les forces de sécurité lors des troubles politiques de 2007 et 2009. Bien qu'elles soient illégales, les mutilations génitales féminines sont largement pratiquées par tous les groupes ethniques : une enquête démographique et sanitaire de 2005 a indiqué que 96 % des femmes ont subi l'opération. Les poursuites contre ses pratiquants sont inexistantes .
Le pays ne dispose d'aucune loi interdisant la discrimination à l'égard des personnes handicapées.
La Guinée est ethniquement diversifiée et les gens ont tendance à s'identifier fortement à leur groupe ethnique. La rhétorique raciale pendant les campagnes politiques a entraîné la mort d'au moins deux personnes en 2011.
Bien que l'homosexualité soit illégale, personne n'a été inculpé depuis au moins une décennie. Les relations homosexuelles sont considérées comme un tabou fort et le Premier ministre a déclaré en 2010 qu'il ne considérait pas l'orientation sexuelle comme un droit humain légitime.

### Liberté d'expression

#### Médias et censure
La liberté des médias est garantie par la constitution. Des journalistes critiques du gouvernement seraient cependant harcelés et arrêtés par les forces de sécurité.

### La liberté de religion
Les droits religieux sont généralement respectés, bien qu'il soit affirmé que les non-musulmans sont victimes de discrimination dans l'attribution des emplois gouvernementaux. Des restrictions existent à la liberté des musulmans de se convertir à d'autres religions.

## Traités internationaux
Les positions de la Guinée sur les traités internationaux relatifs aux droits de l'homme sont les suivantes :
| Traités | Organisation | Introduit | Signé | Ratifié |
| Convention pour la prévention et la répression du crime de génocide                                                                          | ONU          | 1948      | –     | 2000    |
| Convention internationale sur l'élimination de toutes les formes de discrimination raciale                                                   | ONU          | 1966      | 1966  | 1977    |
| Pacte international relatif aux droits économiques, sociaux et culturels                                                                     | ONU          | 1966      | 1967  | 1978    |
| Pacte international relatif aux droits civils et politiques                                                                                  | ONU          | 1966      | 1967  | 1978    |
| Premier Protocole facultatif se rapportant au Pacte international relatif aux droits civils et politiques                                    | ONU          | 1966      | 1975  | 1993    |
| Pacte international relatif aux droits civils et politiques                                                                                  | ONU          | 1968      | –     | 1971    |
| Convention internationale sur l'élimination et la répression du crime d'apartheid                                                            | ONU          | 1973      | 1974  | 1975    |
| Convention sur l'élimination de toutes les formes de discrimination à l'égard des femmes                                                     | ONU          | 1979      | 1980  | 1982    |
| Convention contre la torture et autres peines ou traitements cruels, inhumains ou dégradants                                                 | ONU          | 1984      | 1986  | 1989    |
| Convention relative aux droits de l'enfant                                                                                                   | ONU          | 1989      | –     | 1990    |
| Deuxième Protocole facultatif se rapportant au Pacte international relatif aux droits civils et politiques, visant à abolir la peine de mort | ONU          | 1989      | –     | –       |
| Convention internationale sur la protection des droits de tous les travailleurs migrants et des membres de leur famille                      | ONU          | 1990      | –     | 2000    |
| Protocole facultatif à la Convention sur l'élimination de toutes les formes de discrimination à l'égard des femmes                           | ONU          | 1999      | –     | –       |
| Protocole facultatif à la Convention relative aux droits de l'enfant, concernant l'implication d'enfants dans les conflits armés             | ONU          | 2000      | –     | –       |
| Protocole facultatif sur la vente d'enfants, la prostitution des enfants et la pornographie mettant en scène des enfants                     | ONU          | 2000      | –     | 2011    |
| Convention relative aux droits des personnes handicapées                                                                                     | ONU          | 2006      | 2007  | 2008    |
| Optional Protocol to the Convention on the Rights of Persons with Disabilities                                                               | ONU          | 2006      | 2007  | 2008    |
| Convention internationale pour la protection de toutes les personnes contre les disparitions forcées                                         | ONU          | 2006      | –     | –       |
| Protocole facultatif se rapportant au Pacte international relatif aux droits économiques, sociaux et culturels                               | ONU          | 2008      | –     | –       |
| Protocole facultatif à la Convention relative aux droits de l'enfant établissant une procédure de communications                             | ONU          | 2011      | –     | –       |

## Voir également
- Traite des êtres humains en Guinée
- Censure et surveillance d'Internet en Guinée
- Droits LGBT en Guinée

Rapport